# 9525 Amandasickafoose
9525 Amandasickafoose este un asteroid din centura principală de asteroizi.

## Descriere
9525 Amandasickafoose este un asteroid din centura principală de asteroizi. A fost descoperit pe 1 martie 1981 la Siding Spring de Schelte J. Bus. Asteroidul prezintă o orbită caracterizată de o semiaxă mare de 2,46 ua, o excentricitate de 0,10 și o înclinație de 7,5° în raport cu ecliptica.